# The Matrix: Original Motion Picture Score
The Matrix: Original Motion Picture Score contiene la banda sonora original de la película, escrita por Don Davis.

## Lista de pistas
1. "Main Title / Trinity Infinity" - 3:54
2. "Unable to Speak" - 1:15
3. "The Power Plant" - 2:41
4. "Welcome to the Real World" - 2:28
5. "The Hotel Ambush" - 5:23
6. "Exit Mr. Hat" - 1:23
7. "A Virus" - 1:33
8. "Bullet-Time" - 1:10
9. "Ontological Shock" - 3:32
10. "Anything Is Possible" - 6:48

## The Matrix: The Deluxe Edition (Original Motion Picture Score)
En septiembre de 2008 Varèse Sarabande publicó una versión expandida a 78 minutos de la partitura, que se limitó a 3000 copias.

### Lista de pistas
1. Main Title / Trinity Infinity (3:49)
2. Neo On The Edge (3:23)
3. Unable To Speak (1:13)
4. Bait And Switch (3:15)
5. Switched For Life (3:35)
6. Switched At Birth (2:40)
7. Switch's Brew (2:26)
8. Cold Hearted Switch (1:38)
9. Nascent Nauseous Neo (2:05)
10. A Morpheus Moment (1:30)
11. Bow Whisk Orchestra (1:03)
12. Domo Showdown (1:14)
13. Switch Or Break Show (1:04)
14. Shake, Borrow, Switch (:33)
15. Freeze Face (1:48)
16. Switch Woks Her Boa (2:03)
17. Switch Out (2:56)
18. Boon Spoy (1:06)
19. Oracle Cookies (1:26)
20. Threat Mix (5:24)
21. Exit Mr. Hat (1:16)
22. On Your Knees, Switch (4:45)
23. Mix The Art (1:27)
24. Whoa, Switch Brokers (4:01)
25. No More Spoons (1:00)
26. Dodge This (1:06)
27. Ontological Shock (3:29)
28. That's Gotta Hurt (5:16)
29. Surprise! (4:04)
30. He's The One Alright (6:47)

## The Matrix: Complete Original Motion Picture Score

### Lista de pistas
CD1
1. Opening Sequence (0:50)
2. Trinity In A Jam (5:58)
3. The Matrix Has You (0:31)
4. The White Rabbit (0:15)
5. They're Coming For You (3:22)
6. In Custody (0:47)
7. Unable To Speak (1:11)
8. Getting The Bug Out (3:15)
9. Down The Rabbit Hole (3:34)
10. Rebirth (2:39)
11. Welcome (2:20)
12. The Nebuchadnezzar Crew (1:37)
13. The Real World (3:58)
14. The Search Is Over (1:29)
15. Training Begins (1:20)
16. Bow Whisk Orchestra (1:11)
17. Switch Or Break Show (1:02)
18. Free Your Mind (0:33)
19. First Jump (0:54)
20. Dinner (0:35)
21. The Gatekeepers (1:48)
22. Sentinels (2:03)
23. A Drink With Cypher (0:57)
24. Dealing For Bliss (0:38)
25. Off To See The Oracle (2:55)
26. There Is No Spoon (1:05)

CD2
1. Choices (1:25)
2. The Hotel Ambush (6:03)
3. Exit Mr. Hat (2:56)
4. Cypher's Burnout (4:44)
5. Perfect World (2:08)
6. Matters Of Belief (4:00)
7. A Virus (1:35)
8. The Key (1:55)
9. Lobby Shooting Spree (0:23)
10. Saving Morpheus (1:00)
11. Bullet-Time (1:06)
12. B-212 Helicopter (0:42)
13. Ontological Shock (4:15)
14. The Subway Showdown (5:15)
15. The Sentinels Attack (4:03)
16. Anything Is Possible (6:46)